# 郭鏜
郭鏜（1438年—1504年），字子聲，號弦菴，山東東昌府高唐州恩縣人，明朝政治人物。同進士出身。

## 生平
山東鄉試第十四名。成化二年（1466年）丙戌科會試第七十七名，殿試登第三甲第一百八十四名進士。授兵科給事中，歷陞通政右參議。累官都察院右僉都御史宣府巡撫。成化十七年（1481年）調撫大同。成化二十年（1484年）二月自調遼東巡撫，五月以去年大同貽誤戰機之罪降射洪縣知縣。

## 家族
曾祖父郭仲彬，元達魯花赤。祖父郭宗賢，贈給事中。父郭麟，曾任按察司僉事。